# Leichtathletik-Europameisterschaften 1982/Kugelstoßen der Männer

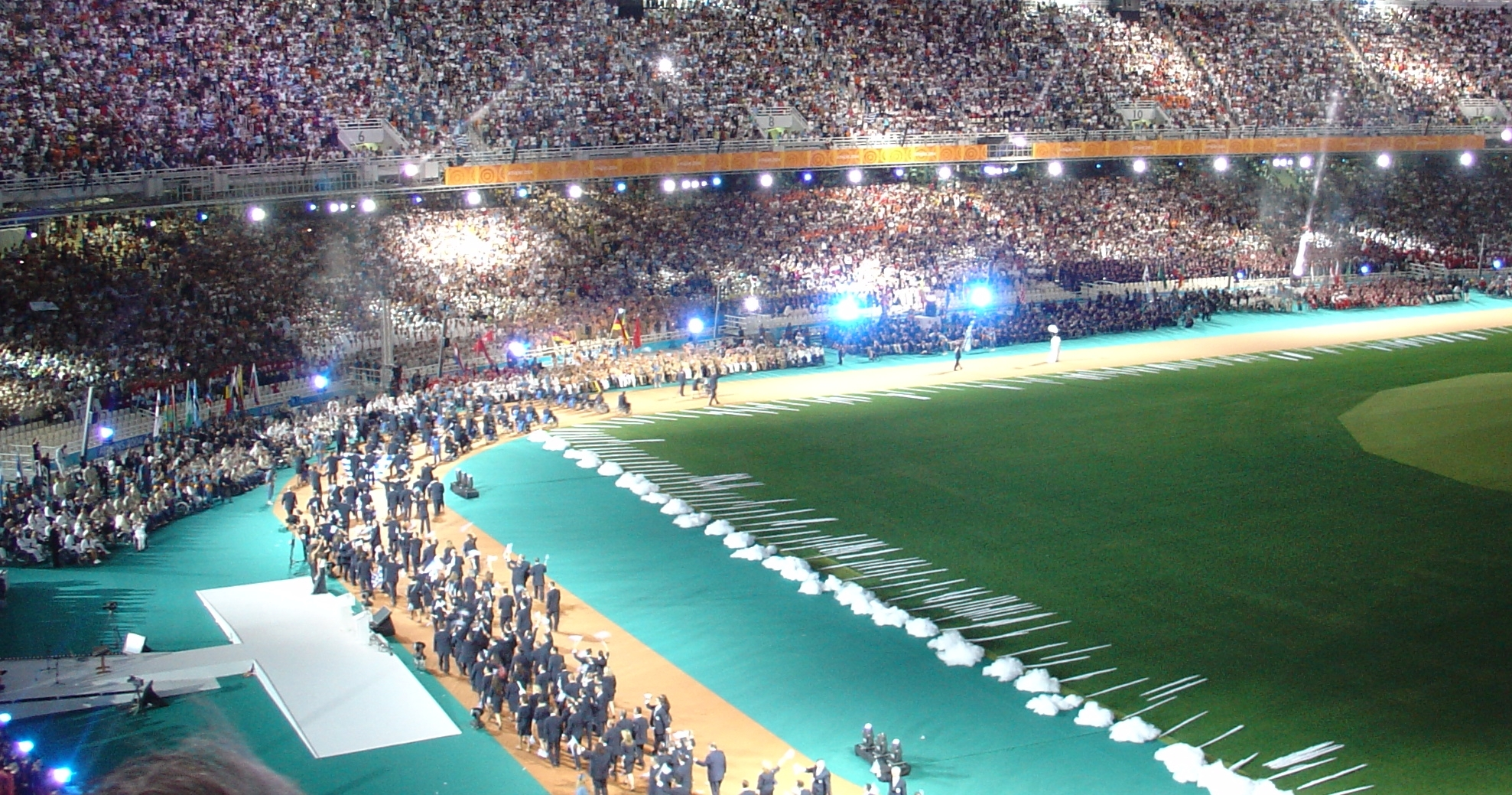
Das Athener Olympiastadion bei der Eröffnung der Paralympics 2004

Das Kugelstoßen der Männer bei den Leichtathletik-Europameisterschaften 1982 wurde am 8. und 9. September 1982 im Olympiastadion von Athen ausgetragen.
Europameister wurde der Titelverteidiger, Olympiasieger von 1976, Olympiadritte von 1980 und Weltrekordinhaber Udo Beyer aus der DDR. Er gewann vor dem sowjetischen Kugelstoßer Jānis Bojārs. Bronze ging an den Tschechoslowaken Remigius Machura.

## Rekorde

### Bestehende Rekorde
| Weltrekord           | 22,15 m | Udo Beyer          | Göteborg, Schweden        | 6. Juli 1978      |
| Europarekord         | 22,15 m | Udo Beyer          | Göteborg, Schweden        | 6. Juli 1978      |
| Meisterschaftsrekord | 21,08 m | Hartmut Briesenick | EM Helsinki, Finnland     | 13. August 1971   |
| Meisterschaftsrekord | 21,08 m | Udo Beyer          | EM Prag, Tschechoslowakei | 1. September 1978 |

### Rekordverbesserung
Europameister Udo Beyer aus der DDR verbesserte den bestehenden EM-Rekord im Finale am 9. September mit seinem sechsten und letzten Stoß um 42 Zentimeter auf 21,50 m. Seinen eigenen Welt- und Europarekord verfehlte er um 65 Zentimeter.

## Legende
Kurze Übersicht zur Bedeutung der Symbolik – so üblicherweise auch in sonstigen Veröffentlichungen verwendet:
| x  | ungültig           |
| CR | Championshiprekord |

## Qualifikation
8. September 1982
Zwanzig Wettbewerber traten in zwei Gruppen zur Qualifikationsrunde an. Die Qualifikationsweite für den direkten Finaleinzug betrug 19,50 m. Dreizehn Athleten übertrafen diese Marke (hellblau unterlegt), womit die Mindestmarke von zwölf Finalteilnehmern erfüllt war. Die dafür qualifizierten Kugelstoßer bestritten am darauffolgenden Tag das Finale.
Für elf der dreizehn Finalteilnehmer gibt es Angaben zur Gruppenzugehörigkeit, die in der nachfolgenden Tabelle mit aufgelistet sind.
| Platz | Name               | Nation           | Gruppe | Weite (m) |
| ----- | ------------------ | ---------------- | ------ | --------- |
| 1     | Udo Beyer          | DDR              | B      | 20,14     |
| 2     | Remigius Machura   | Tschechoslowakei | k. A.  | 20,09     |
| 3     | Jānis Bojārs       | Sowjetunion      | k. A.  | 20,00     |
| 4     | Edward Sarul       | Polen            | B      | 19,91     |
| 5     | Matthias Schmidt   | DDR              | A      | 19,89     |
| 6     | Wladimir Kisseljow | Sowjetunion      | A      | 19,82     |
| 7     | Peter Block        | DDR              | A      | 19,81     |
| 8     | Vladimir Milić     | Jugoslawien      | B      | 19,72     |
| 9     | Nikolai Christow   | Bulgarien        | B      | 19,62     |
| 10    | Alessandro Andrei  | Italien          | B      | 19,59     |
| 11    | Luigi De Santis    | Italien          | A      | 19,55     |
| 12    | Reijo Ståhlberg    | Finnland         | B      | 19,54     |
| 13    | Sergej Gawrjuschin | Sowjetunion      | A      | 19,54     |
| 14    | Marco Montelatici  | Italien          | k. A.  | 19,34     |
| 15    | Aulis Akonniemi    | Finnland         | k. A.  | 19,30     |
| 16    | Jovan Lazarević    | Jugoslawien      | k. A.  | 19,27     |
| 17    | Anders Jonsson     | Schweden         | k. A.  | 19,22     |
| 18    | Udo Gelhausen      | BR Deutschland   | k. A.  | 18,87     |
| 19    | Per Nilsson        | Schweden         | k. A.  | 18,28     |
| 20    | Luc Viudès         | Frankreich       | k. A.  | 18,25     |

## Finale

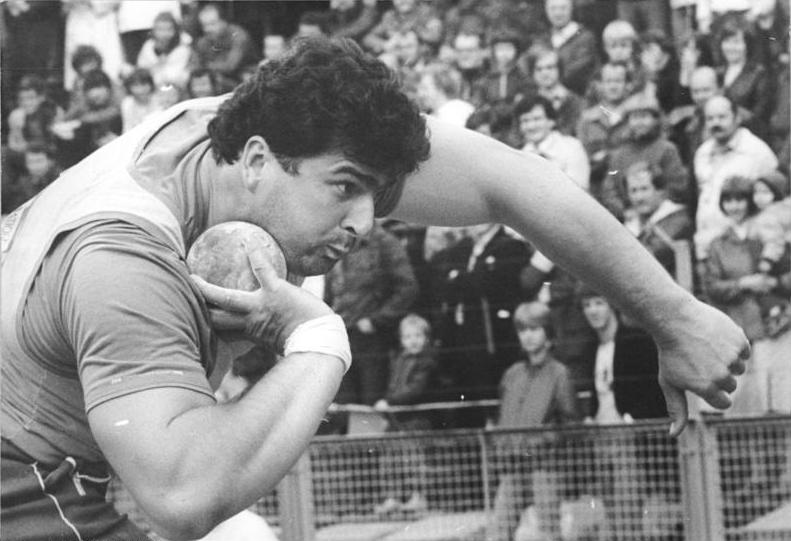
Udo Beyer verteidigte erfolgreich seinen Titel

9. September 1982
| Platz | Name               | Nation           | Resultat (m) | 1. Versuch (m)               | 2. Versuch (m)               | 3. Versuch (m)               | 4. Versuch (m)                           | 5. Versuch (m)                           | 6. Versuch (m)                           |
| 1     | Udo Beyer          | DDR              | 21,50 CR     | 20,91                        | 20,61                        | 20,88                        | 20,47                                    | 20,72                                    | 21,50                                    |
| 2     | Jānis Bojārs       | Sowjetunion      | 20,81000     | 20,75                        | 20,81                        | 20,50                        | 20,68                                    | 20,76                                    | x                                        |
| 3     | Remigius Machura   | Tschechoslowakei | 20,59000     | 20,59                        | x                            | x                            | 19,37                                    | x                                        | x                                        |
| 4     | Vladimir Milić     | Jugoslawien      | 20,52000     | 20,52                        | 20,49                        | x                            | 20,13                                    | x                                        | 20,44                                    |
| 5     | Matthias Schmidt   | DDR              | 20,51000     | x                            | 19,40                        | 20,12                        | 20,51                                    | 20,05                                    | 20,07                                    |
| 6     | Peter Block        | DDR              | 20,49000     | 20,49                        | 20,43                        | 20,17                        | 20,45                                    | x                                        | 20,36                                    |
| 7     | Wladimir Kisseljow | Sowjetunion      | 20,40000     | 20,06                        | 20,37                        | x                            | x                                        | x                                        | 20,40                                    |
| 8     | Sergej Gawrjuschin | Sowjetunion      | 20,15000     | 20,06                        | x                            | 19,67                        | x                                        | 19,96                                    | 20,15                                    |
| 9     | Reijo Ståhlberg    | Finnland         | 19,49000     | Versuchsserien nicht bekannt | Versuchsserien nicht bekannt | Versuchsserien nicht bekannt | nicht im Finale der besten acht Athleten | nicht im Finale der besten acht Athleten | nicht im Finale der besten acht Athleten |
| 10    | Alessandro Andrei  | Italien          | 19,28000     | Versuchsserien nicht bekannt | Versuchsserien nicht bekannt | Versuchsserien nicht bekannt | nicht im Finale der besten acht Athleten | nicht im Finale der besten acht Athleten | nicht im Finale der besten acht Athleten |
| 11    | Edward Sarul       | Polen            | 19,19000     | Versuchsserien nicht bekannt | Versuchsserien nicht bekannt | Versuchsserien nicht bekannt | nicht im Finale der besten acht Athleten | nicht im Finale der besten acht Athleten | nicht im Finale der besten acht Athleten |
| 12    | Nikolai Christow   | Bulgarien        | 19,04000     | Versuchsserien nicht bekannt | Versuchsserien nicht bekannt | Versuchsserien nicht bekannt | nicht im Finale der besten acht Athleten | nicht im Finale der besten acht Athleten | nicht im Finale der besten acht Athleten |
| 13    | Luigi De Santis    | Italien          | 18,88000     | Versuchsserien nicht bekannt | Versuchsserien nicht bekannt | Versuchsserien nicht bekannt | nicht im Finale der besten acht Athleten | nicht im Finale der besten acht Athleten | nicht im Finale der besten acht Athleten |

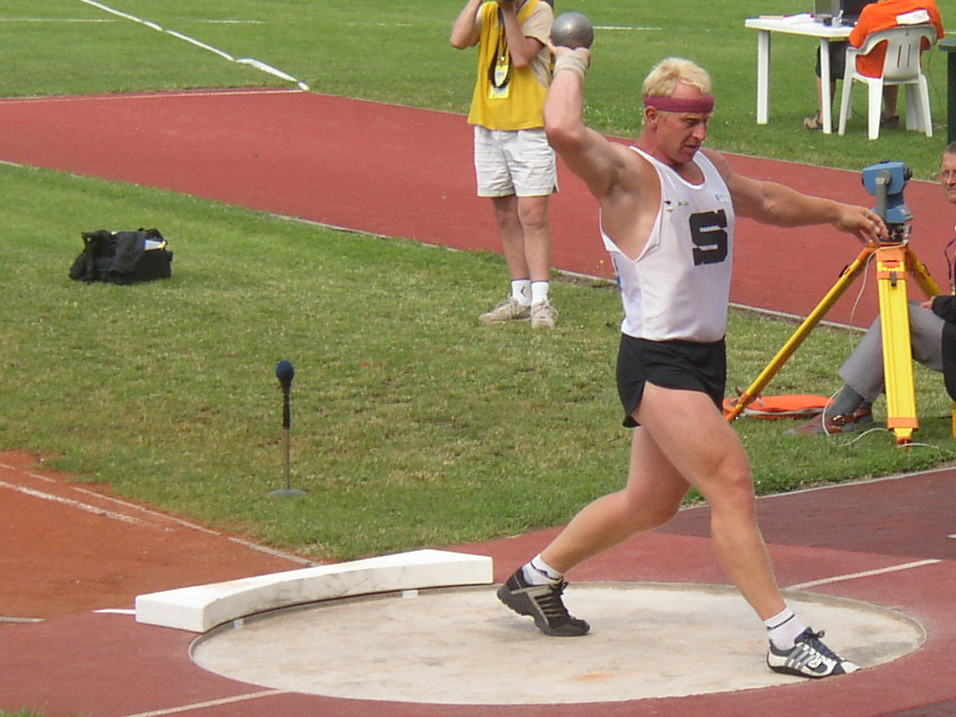
Bronzemedaillengewinner Remigius Machura (hier bei einem Wettkampf im Jahr 2005)
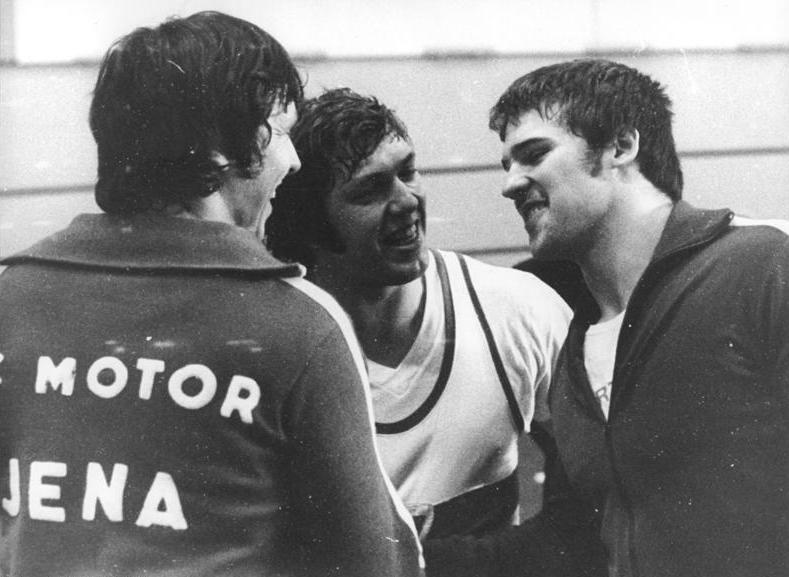
Matthias Schmidt (Mitte) kam auf den fünften Platz

## Videolink
- 1982 European Athletics Championships FINAL SHOT PUT Athens, www.youtube.com, abgerufen am 6. Dezember 2022